# 古川勝
古川 勝（ふるかわ まさる、1936年（昭和11年）1月6日 - 1993年（平成5年）11月21日）は、和歌山県橋本町（現・橋本市）出身の水泳（競泳）選手。1956年メルボルンオリンピック200メートル平泳ぎ金メダリスト。独自の潜水泳法を編み出し、同時期に就役したアメリカ海軍の潜水艦になぞらえ「人間ノーチラス」の異名をとった。

## 人物
1936年ベルリンオリンピック金メダリストの前畑秀子とは同じ町内の出身であった。古川は幼い頃から紀ノ川で水に親しみ、中学3年で全国大会3位、さらに和歌山県立橋本高等学校在学の頃から頭角を現わす。前畑の薦めにより、平泳ぎに専念するようになった。1952年ヘルシンキオリンピックには派遣されなかったが、同じ年に行われた全日本選手権でヘルシンキオリンピック第2位を上回る記録を出した。
その後日本大学に進学し、水泳部に所属する。同部OBだった葉室鐵夫（ベルリンオリンピック男子200メートル平泳ぎ金メダリスト）から世界に勝つために潜水泳法を身につけるようアドバイスを受け、古川は潜水のトレーニングを重ねていく。他の選手が20メートル程度の中、肺活量が6000cc以上あった古川は、45メートルの潜水をこなした。これにより古川は潜水泳法の第一人者となり、2年生時の1955年には200メートルおよび100メートルで世界記録を樹立した。
古川は1956年メルボルンオリンピックの200メートル平泳ぎで、スタートから45メートル潜水し続ける泳法で当時のオリンピック新記録をマークし、金メダルを獲得、銀メダルの吉村昌弘との日本勢ワンツーフィニッシュを飾った。しかしこの直後、国際水泳連盟は平泳ぎでのルールを改正し、スタート直後とゴール前のひと掻きを除いての潜水を禁止したため、古川は同種目の潜水泳法で優勝した最後のスイマーになった。
大学卒業後は大丸に就職し、京都店を経て、1984年時点では神戸大丸の外商企画課長を務めていた。1989年に退職後、大阪市のスイミングスクールの校長となった。
1981年に国際水泳殿堂入り。1993年に紫綬褒章を受章し、同年11月21日に肺ガンのため57歳で死去した。死の直前まで携帯用酸素ボンベを手にプールサイドに立ち、子供たちを指導した。
前畑とともに橋本市名誉市民に選ばれており、毎年故郷の橋本市では「前畑秀子・古川勝記念水泳大会」が開催されている。
経営学者の古川靖洋は長男。